# Famke Janssen
Famke Beumer Janssen (/ˈfɑːmkə ˈjɑːnsən/) (Amstelveen, Hollandia, 1964 v. 1965. november 5. –) holland színésznő, rendező, forgatókönyvíró és korábbi modell.
Fontosabb szerepei közé tartozik Xenia Onatopp az Aranyszem (1995) című James Bond-filmben, Jean Grey/Főnix az X-Men-filmsorozatban (2000–2014), Ava Moore a Kés/Alatt című televíziós drámasorozatban, valamint Lenore Mills az Elrabolva-filmekben (2008–2014). 
Rendezőként 2011-ben debütált a Bringing Up Bobby című filmmel.

## Fiatalkora és tanulmányai
Famke Janssen Amstelveenben (Hollandia) született. Megkapta apja és anyja vezetéknevét is (Beumer és Janssen), amelyből az utóbbit tartotta meg. Nővére Antoinette Beumer rendező, húga Marjolein Beumer színésznő. Janssen holland anyanyelve mellett angolul és franciául beszél. Németet is tanult, de nem fejlesztette. Középiskola után egy évig közgazdaságtant tanult az Amszterdami Egyetemen, amit később élete legidiótább ötletének tartott. Az 1990-es évek elején a Columbia Egyetemre járt írást és irodalmat tanulni.

## Pályafutása
1984-ben az Amerikai Egyesült Államokba költözött, ahol profi modellkarrierbe kezdett. Az Elite modellügynökséghez szerződött, és dolgozott az Yves Saint-Laurentnek, a Coco Chanelnek és a Victoria’s Secretnek. 1988-ban az Exclamation parfüm reklámjában szerepelt.
Az 1990-es évek elején visszavonult a modellkedéstől, és televíziós sorozatokban szerepelt. Például 1992-ben a Star Trek: Az új nemzedék The Perfect Mate című epizódjában játszott Patrick Stewarttal, akivel a későbbiekben az X-Men-filmekben is együtt játszott. Ugyanabban az évben szerepet kínáltak neki a Star Trek: Deep Space Nine-ban is, de azt más filmszerep miatt elutasította. Első filmszerepe Jeff Goldblum mellett az 1992-es A halál prófétája című filmdrámában volt.
1995-ben egy fontosabb mellékszerepben tűnt fel az Aranyszem című James Bond-filmben, majd Scott Bakula mellett Az illuzionistának. Hogy a Bond-filmet követő beskatulyázást elkerülje, Janssen mellékszereplőként feltűnt az Acélváros című új-noir krimiben, Woody Allen Sztárral szemben című drámájában, a Démoni csapdában és a Monument Ave. című filmben. Az 1990-es évek végén megjelent a Faculty - Az Invázium, a Pókerarcok, a Kísértethajó és a Ház a Kísértet-hegyen című filmekben.
2000-ben Jean Greyt alakította az X-Men – A kívülállók című filmben, majd 2003-ban az X-Men 2-ben és 2006-ban az X-Men: Az ellenállás vége című X-filmben is. Ez utóbbiért Szaturnusz-díjat kapott, mint a legjobb mellékszereplő. Ugyanebben a szerepében feltűnt 2013-ban a Farkas és 2014-ben az X-Men: Az eljövendő múlt napjaiban is.
2002-ben megkapta Serleena szerepét a Men in Black – Sötét zsaruk 2. című filmben, de le kellett mondania a forgatást a családjában történt haláleset miatt. Összesen 11 epizódjában játszott a Kés/Alatt című televíziós sorozatnak. A sorozat utolsó két részében újra feltűnt.
2007-ben főszereplője volt Az utolsó round című filmdrámának, amelyért legjobb színésznőként díjat nyert a Hamptoni Nemzetközi Filmfesztiválon. A következő évben Luc Besson Elrabolva című filmjének főszerepét kapta meg, amelyet a második részben (2012) és a 2014-ben forgatott harmadik részben is megismételt. Közben folytatta televíziós munkáját is, feltűnt az NBC Winters, a Showtime The Farm és az L című sorozatok bevezető epizódjaiban. A két előbbi folytatását később az illetékes csatornák vezetői elutasították.
Janssen holland nyelvű ismertetője hallható minden Disney-témapark Studio Tram túráján.
A színésznő 2011-ben rendezőként debütált a Bringing Up Bobby című drámával, amelynek forgatókönyvét is ő írta. 2013-ban a Boszorkányvadászok című akció-horror egyik boszorkányát alakította, illetve a Hemlock Grove című televíziós horrorsorozat főszereplője volt.

## Filmográfia

### Film
| Év   | Magyar cím                      | Eredeti cím                      | Szerep                | Magyar hang        |
| ---- | ------------------------------- | -------------------------------- | --------------------- | ------------------ |
| 1992 | A halál prófétája               | Fathers & Sons                   | Kyle Christian        |                    |
| 1994 |                                 | Relentless IV: Ashes to Ashes    | Dr. Sara Lee Jaffee   |                    |
| 1995 | Az illuzionista                 | Lord of Illusions                | Dorothea Swann        |                    |
| 1995 | Aranyszem                       | GoldenEye                        | Xenia Onatopp         | Tóth Enikő         |
| 1996 | Halott lány                     | Dead Girl                        | Treasure              |                    |
| 1997 | Acélváros                       | City of Industry                 | Rachel Montana        | Orosz Anna         |
| 1998 |                                 | Monument Ave.                    | Katy O'Connor         |                    |
| 1998 | Démoni csapda                   | The Gingerbread Man              | Leeanne Magruder      | Tátrai Zita        |
| 1998 | Kísértethajó                    | Deep Rising                      | Trillian St. James    | Orosz Anna         |
| 1998 | Fordulatszám                    | RPM                              | Claudia Haggs         | Kéri Kitty         |
| 1998 | Pókerarcok                      | Rounders                         | Petra                 | Juhász Judit       |
| 1998 | Pókerarcok                      | Rounders                         | Petra                 | Pikali Gerda       |
| 1998 | Sztárral szemben                | Celebrity                        | Bonnie                | Kéri Kitty         |
| 1998 | Sebastian Cole kalandjai        | The Adventures of Sebastian Cole | Fiona                 |                    |
| 1998 | Faculty – Az invázium           | The Faculty                      | Miss Elizabeth Burke  | Ősi Ildikó         |
| 1999 | Ház a Kísértet-hegyen           | House on Haunted Hill            | Evelyn Stockard-Price | Schell Judit       |
| 2000 | Szerelem és szex                | Love & Sex                       | Kate Welles           | Kovács Vanda       |
| 2000 | Kész cirkusz                    | Circus                           | Lily Garfield         | Spilák Klára       |
| 2000 | X-Men – A kívülállók            | X-Men                            | Jean Grey             | Fehér Anna         |
| 2001 | Pofozó pénzmosók                | Made                             | Jessica               | Csampisz Ildikó    |
| 2001 | Ne szólj száj!                  | Don't Say a Word                 | Agatha "Aggie" Conrad | Györgyi Anna       |
| 2002 | Én, a kém                       | I Spy                            | Rachel Wright         | Fehér Anna         |
| 2003 | X-Men 2.                        | X2                               | Jean Grey             | Fehér Anna         |
| 2004 | Lökött gyásznép                 | Eulogy                           | Judy Arnolds          | Kisfalvi Krisztina |
| 2005 | Bújócska                        | Hide and Seek                    | Dr. Katherine Carson  | Fehér Anna         |
| 2006 | X-Men: Az ellenállás vége       | X-Men: The Last Stand            | Jean Grey / Phoenix   | Fehér Anna         |
| 2006 | Szeretni jobb                   | The Treatment                    | Allegra Marshall      |                    |
| 2007 | A tíz                           | The Ten                          | Gretchen Reigert      |                    |
| 2007 | Az utolsó round                 | Turn the River                   | Kailey Sullivan       | Kisfalvi Krisztina |
| 2008 | Bódulat                         | The Wackness                     | Kristen Squires       | Ősi Ildikó         |
| 2008 | Elrabolva                       | Taken                            | Lenore "Lenny" Mills  | Fehér Anna         |
| 2008 | 100 halálos lépés               | 100 Feet                         | Marnie Watson         | Bertalan Ágnes     |
| 2010 | A kaméleon                      | The Chameleon                    | Jennifer Johnson      |                    |
| 2011 |                                 | Down the Shore                   | Mary Reed             |                    |
| 2011 |                                 | Bringing Up Bobby                | nem szerepel          |                    |
| 2012 | Elrabolva 2.                    | Taken 2                          | Lenore "Lenny" Mills  | Fehér Anna         |
| 2013 | Boszorkányvadászok              | Hansel & Gretel: Witch Hunters   | Muriel                | Fehér Anna         |
| 2013 | Farkas                          | The Wolverine                    | Jean Grey             | Fehér Anna         |
| 2014 | Az örök harcos                  | A Fighting Man                   | Diane Schuler         | Fehér Anna         |
| 2014 |                                 | Unity (dokumentumfilm)           | narrátor (hangja)     |                    |
| 2014 | X-Men: Az eljövendő múlt napjai | X-Men: Days of Future Past       | Jean Grey (cameo)     | Fehér Anna         |
| 2014 | Elrabolva 3.                    | Taken 3                          | Lenore "Lenny" Mills  | Fehér Anna         |
| 2015 |                                 | Jack of the Red Hearts           | Kay                   |                    |
| 2017 |                                 | The Show                         | Ilana Katz            |                    |
| 2017 |                                 | All I Wish                       | Vanessa               |                    |
| 2017 | Volt egyszer egy Venice         | Once Upon a Time in Venice       | Katey Ford            | Bertalan Ágnes     |
| 2018 |                                 | Status Update                    | Katherine Alden       |                    |
| 2018 |                                 | Bayou Caviar                     | Nic                   |                    |
| 2018 |                                 | Asher                            | Sophie                |                    |
| 2019 | Mérgező rózsa                   | The Poison Rose                  | Jayne Hunt            | Bertalan Ágnes     |
| 2019 | Elszabadult fenevadak           | Primal                           | Dr. Ellen Taylor      | Németh Kriszta     |
| 2020 | A képeslap gyilkosságok         | The Postcard Killings            | Valerie Kanon         | Bertalan Ágnes     |
| 2020 | Végtelen szerelem               | Endless                          | Lee Douglas           | Kiss Mari          |
| 2021 | A briliáns csel                 | The Vault                        | Margaret              | Fehér Anna         |
| 2021 | Veszélyes                       | Dangerous                        | Shaughessy ügynök     | Bertalan Ágnes     |
| 2023 | Bezártság                       | Locked In                        | Katherine             | Fehér Anna         |
| 2023 |                                 | Door Mouse                       | Mama                  |                    |
| 2023 |                                 | Knights of the Zodiac            | Vander Guraad         |                    |
| 2023 | Kinyírni a világot              | Boy Kills World                  | Hilda Van Der Koy     | Fehér Anna         |

### Televízió

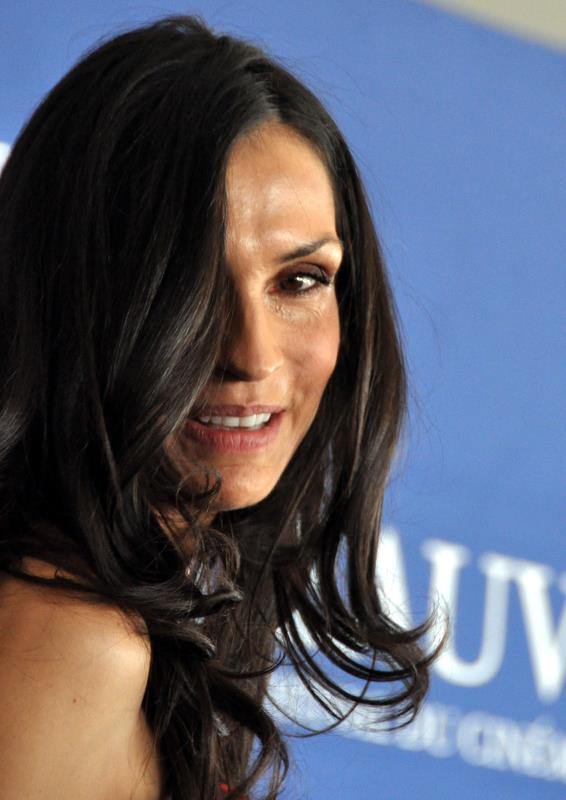
2011-ben

| Év        | Magyar cím                           | Eredeti cím                    | Szerep               | Megjegyzések           |
| --------- | ------------------------------------ | ------------------------------ | -------------------- | ---------------------- |
| 1992      | Star Trek: Az új nemzedék            | Star Trek: The Next Generation | Kamala               | 1 epizód               |
| 1994      | Melrose Place                        | Melrose Place                  | Diane Adamson        | 1 epizód               |
| 1994      | Zsaru a kifutón                      | Model by Day                   | Lex / Lady X         | tévéfilm               |
| 1994      |                                      | The Untouchables               | Cleo                 | 1 epizód               |
| 2000–2001 | Ally McBeal                          | Ally McBeal                    | Jamie                | 2 epizód               |
| 2004–2010 | Kés/Alatt                            | Nip/Tuck                       | Ava Moore            | 11 epizód              |
| 2007      | Alibi                                | Winters                        | Christie Winters     | tévéfilm               |
| 2008      |                                      | Puppy Love                     | Maya                 | websorozat             |
| 2009      |                                      | The Farm                       | Valentina Galindo    | tévéfilm               |
| 2013–2015 | Hemlock Grove                        | Hemlock Grove                  | Olivia Godfrey       | főszereplő (33 epizód) |
| 2015–2020 | Hogyan ússzunk meg egy gyilkosságot? | How to Get Away with Murder    | Eve Rothlow          | 9 epizód               |
| 2015      |                                      | SuperMansion                   | Frau Mantis (hangja) | 2 epizód               |
| 2016      | Robotcsirke                          | Robot Chicken                  | Jean Grey (hangja)   | 1 epizód               |
| 2016–2018 | Feketelista                          | The Blacklist                  | Susan Hargrave       | 5 epizód               |
| 2017      | Feketelista: Megváltás               | The Blacklist: Redemption      | Susan Hargrave       | főszereplő (8 epizód)  |
| 2019      | A Central parki ötök                 | When They See Us               | Nancy Ryan           | minisorozat (2 epizód) |
| 2019      |                                      | The Capture                    | Jessica Mallory      | 1 epizód               |
| 2022      |                                      | Long Slow Exhale               | Melinda Barrington   | visszatérő szerep      |

## Díjak és jelölések
| Év   | Jelölt mű                 | Díj                | Kategória                                              | Eredmény |
| ---- | ------------------------- | ------------------ | ------------------------------------------------------ | -------- |
| 1996 | Aranyszem                 | MTV Movie Awards   | Legjobb küzdelmi jelenet (Pierce Brosnannal megosztva) | Jelölve  |
| 2006 | X-Men: Az ellenállás vége | Teen Choice Awards | Legjobb csók (Hugh Jackmannel megosztva)               | Jelölve  |
| 2007 | X-Men: Az ellenállás vége | Szaturnusz-díj     | Legjobb női mellékszereplő                             | Elnyerte |